# Блок, Лоренс
Ло́ренс Блок (англ. Lawrence Block; род. 24 июня 1938[…], Буффало, Нью-Йорк) — американский писатель, работающий в жанре детектива. Наиболее известный по романам, действие которых происходит в Нью-Йорке, о бывшем полицейском Мэтью Скаддере и джентльмене-взломщике Берни Роденбарре. В 1994 году Блок был провозглашен Гранд-Мастером Mystery Writers of America — американской организацией авторов, работающих в жанре детективного и криминального романа.

## Биография
Родился в Буффало, штат Нью-Йорк. Лоренс Блок посещал Антиохийский колледж в Йеллоу Спрингс (Огайо), но не закончил учебу. Его ранние работы, опубликованные под псевдонимом в 1950-х годах, представляли собой в основном эротические книги (ту же писательскую школу прошел и его коллега по жанру Дональд Э. Уэстлейк). Блок рассматривает свои ранние эротические рассказы как ценный опыт, отмечая, что несмотря на соблазнительное содержание книг (довольно мягкое по стандартам литературы для взрослых последующих лет), он должен был писать полностью разработанные романы с правдоподобными сюжетами, характерами и конфликтами.
Первой работой, опубликованной в 1957 году в детективно-приключенческом журнал Manhunt под его собственным именем, был рассказ «Вы не можете проиграть» . С тех пор Блок опубликовал более пятидесяти романов и более ста рассказов, а также серию книг для писателей.
Лоренс Блок живёт в Нью-Йорке в течение многих десятилетий, большая часть его художественных произведений тесно связана с этим городом. Он женат на Линн Блок, имеет трех дочерей: Amy Reichel, Jill Block и, от первого брака, Alison Pouliot. Супруги проводят большую часть своего времени в поездках (пара посетила 135 стран),, но писатель продолжает считать Нью-Йорк своим домом.
Он был постоянным гостем Вечернего шоу с Крейгом Фергюсоном (2005-2015), причем в восьми из десяти сезонов был ведущим программы.

## Внешние ссылки
- На Викискладе есть медиафайлы по теме Блок, Лоренс
- lawrenceblock.com — официальный сайт Лоренс Блок